# 柳澤哲也
柳澤哲也（日语：／ Yanagisawa Tetsuya，5月28日—），日本男性動畫師、人物設計師、動畫演出家、動畫導演。出身於岡山縣。

## 來歷、人物
柳澤哲也出身於中村Production。他的別名還有大上相馬（以導演作品《神無月的巫女》中的角色（大神ソウマ）命名）。
代表作有《圓盤皇女》系列（動畫導演）、《神無月的巫女》（導演）等。他的妻子是動畫師藤井牧。
在1980年代初期～1990年代初期，他參與了富野由悠季、高橋良輔、神田武幸執導的作品，並參與了「勇者系列」和「藍光人系列」。特別是除了《勇者特急隊》之外，他參與了「勇者系列」的所有作品。
作為導演，他經常參與TNK製作的作品。

## 參加作品

### 電視動畫
1981年
- 太陽之牙達格拉姆（—1983年，動畫）

1982年
- SPACE COBRA（—1983年，動畫）

1983年
- 貓♥眼（—1985年，動畫）
- 特裝機兵多爾巴克（—1984年，動畫）
- 裝甲騎兵波德姆茲（—1984年，原畫）

1984年
- 重戰機L-Gaim（—1985年，原畫）
- 機甲界加里安（—1985年，原畫）

1985年
- 超獸機神斷空我（原畫）

1986年
- Bug甜心（日语：Bugってハニー）（—1987年，作畫監督補、原畫）

1987年
- 機甲戰記龍騎兵（—1988年，原畫）
- 妙手小廚師（—1989年，原畫）

1988年
- 魔神英雄傳（—1989年，原畫）

1989年
- 獸神萊卡（—1990年，原畫）
- 魔動王Granzort（—1990年，原畫）

1990年
- 勇者凱撒（—1991年，原畫）

1991年
- 太陽勇者火鳥（作畫監督）

1992年
- 勇者傳說達鋼（作畫監督）
- 人小鬼大（—1994年，原畫）
- 元氣爆發伏魔金剛（—1993年，作畫監督）
- 超電動機器人 鐵人28號FX（—1993年，原畫）
- 超時空保姆（作畫監督、原畫）

1993年
- 熱血最強戈修羅（—1994年，作畫監督）
- 疾風無敵銀堡壘（作畫監督）

1994年
- 勇者警察傑德卡（—1995年，作畫監督）
- 霸王大系龍騎士（—1995年，作畫監督）

1995年
- 黃金勇者合體（—1996年，作畫監督）
- 鬼神童子ZENKI（作畫監督）

1996年
- 靈異教師神眉（—1997年，作畫監督）
- 勇者指令達古王（—1997年，作畫監督）
- 聖天空戰記（作畫監督、作畫監督協力）
- 超者萊汀（日语：超者ライディーン）（—1997年，作畫監督）

1997年
- EAT-MAN（日语：EAT-MAN）（作畫監督）
- 尼克斯特戰記EHRGEIZ（日语：ネクスト戦記EHRGEIZ）（人物設定、作畫監督）
- 勇者王我王凱牙（—1998年，作畫監督、原畫）
- BURN-UP EXCESS（OP動畫）

1998年
- 白色十字架（人物設定、總作畫監督、作畫監督[1]）

1999年
- 進化戰記（人物作畫監督）
- 六翼天使之聲（日语：セラフィムコール）（作畫監督）
- D4公主朵莉絲（作畫監督）
- 變形金剛Neo（日语：ビーストウォーズネオ 超生命体トランスフォーマー）（OP原畫）

2000年
- 袖珍女侍小梅（動畫導演[2]）

2001年
- 青春草莓蛋（動畫導演、作畫監督）
- 人造人009 THE CYBORG SOLDIER（—2002年，原畫）

2002年
- 圓盤皇女（動畫導演、作畫監督）

2003年
- 圓盤皇女 十二月的夜想曲（動畫導演、分鏡、作畫監督）
- STRATOS 4（日语：ストラトス・フォー）（分鏡、作畫監督）
- 出擊！救難特警隊（分鏡）

2004年
- 神無月的巫女（導演、分鏡、演出、原畫、OP分鏡&演出）

2005年
- 強殖裝甲加爾巴（—2006年，分鏡）
- 植木的法則（—2006年，分鏡）※大上相馬名義。
- 天使心（—2006年，分鏡）※大上相馬名義。

2006年
- Fate/stay night（分鏡、後期OP分鏡）
- 落語天女（分鏡、OP原畫）
- 零之使魔（分鏡）※大上相馬名義。
- 暮蟬悲鳴時（分鏡）※大上相馬名義。
- Ghost Hunt（—2007年，分鏡）※大上相馬名義。

2007年
- 京四郎與永遠的空（導演、分鏡、演出、原畫、OP分鏡&演出&原畫、ED分鏡&演出）
- 天翔少女（分鏡）
- 桃華月憚（分鏡）
- BAMBOO BLADE（—2008年，作畫監督）

2008年
- 死後文（分鏡）
- 破天荒遊戲（分鏡）
- 隱王（分鏡）
- 夕陽染紅的坡道（分鏡、OP原畫、原畫）
- 魔法禁書目錄（分鏡）
- 武裝機甲（分鏡）

2009年
- 料理偶像（分鏡）
- 旋風管家!!（分鏡）※大上相馬名義。
- 科學超電磁砲（分鏡）※大上相馬名義。
- 學生會的一存（分鏡）
- 天降之物（分鏡、演出、作畫監督）

2010年
- 一騎當千 XTREME XECUTOR（分鏡）
- 無法掙脫的背叛（分鏡）※大上相馬名義。
- 妖怪少爺（分鏡）
- 野狼大神與七位夥伴（分鏡）※大上相馬名義。
- 天降之物f（分鏡、演出）
- STAR DRIVER 閃亮的塔科特（分鏡）

2011年
- 魔法禁書目錄II（分鏡）※大上相馬名義。
- 超級機器人大戰OG -The Inspector-（分鏡、演出）
- 神的記事本（分鏡）
- 妖怪少爺 ～千年魔京～（分鏡）

2012年
- 惡魔高校D×D（導演、分鏡、演出、OP分鏡&演出&原畫）
- 在蒼色世界的空間（導演、分鏡）

2013年
- 惡魔高校D×D NEW（導演）
- 蘿球社！SS（原畫）

2014年
- 健全機鬥士（導演）
- 精靈使的劍舞（2導演）

2015年
- 惡魔高校D×D BorN（導演、原畫）

2017年
- 虎面人W（分鏡）
- sin 七大罪（分鏡）
- 未來卡片 戰鬥夥伴X（分鏡）
- 戰刻夜想曲（圖形監修、分鏡）
- Dies irae 神怒之日（分鏡）

2018年
- 奴隸區 The Animation（分鏡）
- 閃亂神樂 少女們的真影 -東京妖魔篇-（導演、分鏡、演出）

2019年
- 警視廳 特務部 特殊凶惡犯對策室 第七課 -特7-（分鏡）
- 神田川JET GIRLS（分鏡）

2020年
- 科學超電磁砲T（分鏡）
- 繼怪怪守護神（分鏡）

2021年
- 回復術士的重啟人生（分鏡）
- 開掛藥師的異世界悠閒生活 ～到異世界開藥房去～（分鏡）

2022年
- ORIENT 東方少年（導演[3]、分鏡）

2023年
- 暴食狂戰士（導演、分鏡、演出）

2024年
- 金剛戰神U（分鏡）

2025年
- 我是星際國家的惡德領主！（導演、分鏡）

### 電影動畫
1984年
- 銀河戰士（動畫）

1994年
- 劇場版 GS美神（原畫）

1996年
- (超)劇場版！靈異教師神眉（原畫）

2010年
- 劇場版 Fate/stay night UNLIMITED BLADE WORKS（分鏡）

2011年
- 劇場版 天降之物：計時的悲傷女神（導演、分鏡、演出、原畫）

2016年
- 從好久以前就喜歡你。～告白實行委員會～（導演）
- 喜歡上你的那瞬間。～告白實行委員會～（導演）

### OVA
1987年
- HELL TARGET（日语：ヘル・ターゲット）（原畫）

1992年
- Wolf Guy（日语：ウルフガイ）（原畫）
- 英雄傳說 王子復仇記（怪物設定、原畫）

1995年
- 霸王大系龍騎士 Adieu Legend（作畫監督）
- 疾風戰士銀堡壘：在銀光的旗幟下（作畫監督、原畫）
- 無責任艦長泰勒（—1996年，作畫監督）

1997年
- 勇者指令達古王：水晶之眼的少年（人物設定、作畫監督）

2003年
- 魔神凱撒：死鬥！暗黑大將軍（原畫）
- 圓盤皇女SPECIAL（導演）

2005年
- 圓盤皇女：星靈節的新娘（動畫導演、原畫）
- STRATOS 4 Advance（日语：ストラトス・フォー）（作畫監督）
- 我永遠的聖誕老人（預告動畫原畫）

2006年
- 圓盤皇女：時空與夢想的銀河之宴（動畫導演、分鏡、演出）
- 秋之回憶 #5 中斷的影片 THE ANIMATION（原畫）

2009年
- 夕陽染紅的坡道：核心（章節作畫監督、原畫）

2011年
- 最遊記外傳（分鏡）

### 網路動畫
2011年
- Starry☆Sky（分鏡）

2021年
- 告訴我吧北齋！ -THE ANIMATION-（日语：夢をかなえる爆笑! 日本美術マンガ おしえて北斎!#Webアニメ）（分鏡）

## 相關項目
- 中村Production（日语：中村プロダクション）
- TNK
- 日本動畫師列表（日语：アニメ関係者一覧）

## 外部連結
- 柳澤哲也的X（前Twitter） （日語）